# HX-63

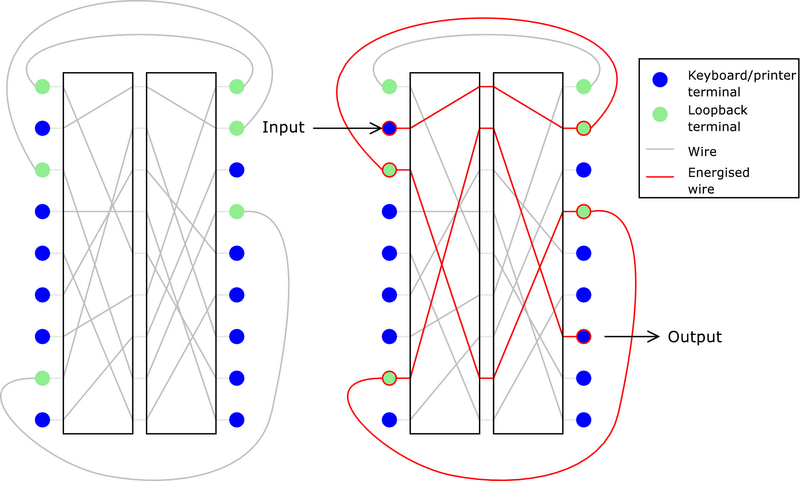
Schematische Darstellung der Rückkopplungsschleifen der HX-63

Die HX-63 war eine elektromechanische Rotor-Chiffriermaschine. In der etwa 50-jährigen Geschichte dieser Art kryptographischer Maschinen, die kurz vor 1920 begann und um 1970 endete, stellt sie eine der letzten und zugleich am weitesten fortgeschrittenen dar.
Die HX-63 wurde ab 1952 vom schwedischen Unternehmer und Kryptologen Boris Hagelin (1892–1983) in der Schweizer Crypto AG entwickelt. Im Gegensatz beispielsweise zur deutschen Enigma-Maschine mit ihren nur drei oder vier Rotoren (Walzen) mit jeweils 26 Kontakten, wies die HX-63 neun Rotoren mit jeweils 41 Kontakten auf. Hiervon waren, wie bei der Enigma, 26 Kontakte den 26 Großbuchstaben des lateinischen Alphabets zugeordnet. Die restlichen 15 „freien“ Kontakte wurden benutzt, um den durch die Walzen fließenden elektrischen Strom zurückzukoppeln. Hierdurch wurde der Stromfluss wesentlich komplizierter und folglich die Verschlüsselung erheblich stärker als bei der Enigma.
Darüber hinaus wurde die kryptographische Sicherheit der Maschine durch eine unregelmäßige Walzenfortschaltung gestärkt, über die die deutsche Vorläuferin ebenfalls nicht verfügte. Außerdem hatte die HX-63 nicht nur ein einziges Steckerbrett, wie die Enigma, sondern verfügte über zwei Steckerbretter: Eins für die Eingangsbuchstaben und das zweite für die Rückkopplungsschleifen.
Hieraus resultierte eine deutlich gesteigerte kombinatorische Komplexität und ein wesentlich größerer Schlüsselraum. Während er bei der Enigma I etwa 1023 beträgt, entsprechend einer Schlüssellänge von rund 76 bit, und bei der Enigma-M4 knapp 1026 oder nahezu 86 bit aufweist, berechnet er sich bei der HX-63 zu ungefähr 10600 oder fast 2000 bit.
Um das Jahr 1963 wurden insgesamt nur zwölf Exemplare dieser Maschine hergestellt, die von einer französischen Regierungsstelle eingesetzt wurden. Kurz darauf endete die Ära der mechanischen Chiffriermaschinen und seitdem werden stattdessen Computer zur Verschlüsselung genutzt.
Der US Elektroingenieur und Sammler Jon D.Paul hat 2021 die Renovation einer HX-63 aus seiner Sammlung beschrieben.